# 喀拉克县

所在位置

喀拉克县(乌尔都语: کرک)，是巴基斯坦开伯尔－普赫图赫瓦省南部的一个县。总面积3,372 km2 (1,301.9 sq mi)，总人口430,796(1998)，人口密度128/km2 (331.5/sq mi)。县治位于喀拉克。

## 行政区划
喀拉克县辖3个乡。